# Germain Berthé
Germain Berthé (ur. 24 października 1993 w Ségou) – malijski piłkarz grający na pozycji bramkarza. Od 2015 jest zawodnikiem klubu Horoya AC.

## Kariera klubowa
Swoją karierę piłkarską Berthé rozpoczął w klubie AS Police Bamako. W sezonie 2010/2011 zadebiutował w jego barwach w malijskiej Première Division. W połowie 2012 roku przeszedł do AS Onze Créateurs de Niaréla. W sezonie 2013/2014 zdobył z nim Puchar Mali, a w sezonie 2014/2015 wywalczył wicemistrzostwo tego kraju.

## Kariera reprezentacyjna
Berthé grał w młodzieżowych reprezentacjach Mali. W 2013 roku był w kadrze Mali na Mistrzostwa Afryki U-20 (zajął na nich 4. miejsce), a także na Mistrzostwa Świata U-20. W reprezentacji seniorów zadebiutował 29 czerwca 2014 w wygranym 3:1 towarzyskim meczu z Chinami, rozegranym w Shenzhen. W 2015 roku został powołany do kadry na Puchar Narodów Afryki 2015. Wystąpił na nim w dwóch meczach: z Wybrzeżem Kości Słoniowej (1:1) i z Gwineą (1:1).